# Панорама Парк (Ајова)
Панорама Парк (енгл. Panorama Park) град је у америчкој савезној држави Ајова. По попису становништва из 2010. у њему је живело 129 становника.

## Демографија
Према попису становништва из 2010. у граду је живело 129 становника, што је 18 (16,2%) становника више него 2000. године.
| Група             | 2000.       | 2010.       |
| Белци             | 103 (92,8%) | 124 (96,1%) |
| Афроамериканци    | 0 (0,0%)    | 0 (0,0%)    |
| Азијати           | 8 (7,2%)    | 1 (0,8%)    |
| Хиспаноамериканци | 0 (0,0%)    | 1 (0,8%)    |
| Укупно            | 111         | 129         |